# Alice (Queensland)
Pour les articles homonymes, voir Alice.
 (juillet 2020).
Alice est une ville rurale non développée de la localité de Barcaldine dans la région de Barcaldine, dans le Queensland, en Australie.

## Géographie
La ville est située au sud immédiat de la route du Capricorne et de la ligne de chemin de fer du centre-ouest. Il était desservi par la gare d'Alice.  La ville se trouve entre deux branches de la rivière Alice, la plus petite branche occidentale est surnommée Alice sèche et la plus grande branche orientale est connue sous le nom d'Alice humide. 

## Histoire
La ville tire son nom de la rivière Alice, qui à son tour a été nommée Sir Thomas Mitchell le 23 septembre 1846.
En avril 1924, un accident ferroviaire s'est produit lorsque le train a traversé le pont ferroviaire au-dessus du Dry Alice. Le pont était en réparation et il s'est effondré, faisant dérailler le train. Le train a été endommagé mais aucun passager n'a été blessé.